# 1本満足バー
1本満足バー（いっぽんまんぞくバー）は、アサヒグループ食品が販売するスナックバータイプの栄養調整食品。2006年10月発売。

## 概要
「夕方からの頑張りに!」のコンセプトで、30代の男性を主なターゲットに発売された。男性がチョコレート菓子を購入する時間帯が主に夕方から夜であることに着目して、“夕方”というシーンに絞り込むことにより、バランス栄養食品で新たな食のシーンを開拓した。満腹感をサポートする食物繊維と栄養をサポートする5種類のビタミン（B1・B2・B6・B12・E）が配合されている。2010年には栄養調整食品分野で大塚製薬のSOYJOYのシェア数を抜いており、2012年4月には累計出荷本数が1億本を突破するなど、同社の看板商品の一つに成長した。
2014年よりチョコレート系以外のフレーバーの展開も行われており、期間限定商品として抹茶味やカルピス味なども販売されたことがある。
2016年の情報誌『BRUTUS』の “おいしいお菓子”特集号にて、当商品が薦められ、CMの草彅剛についても絶賛されていた。

## テレビCM
2010年10月18日よりテレビCMの展開を始め、CMキャラクターには草彅剛を起用しており、草彅が所属していたSMAPが解散した2016年末、ジャニーズ事務所からCULENに移籍した2017年9月以降も一貫して起用している。「マン、マン、マンゾク! 1本満足!」というフレーズが特徴。監督は前田康二。
2016年10月8日から、発売10周年を記念したテレビCMが放送開始。90秒の特別CMもウェブ上で公開された。
また、CMで使用している楽曲を3分間のフルバージョンへ発展させた「満足れぼりゅーしょん」という楽曲が配信開始。草彅が「マンゾク草彅」名義で歌唱している。作詞は監督の前田康二、作曲は過去にSMAPにもシングル楽曲を提供した馬飼野康二。2016年10月9日付のmusic.jpのデイリーシングルランキングではRADWIMPS「前前前世」を破り1位を獲得。そのまま10月11日付まで3日連続で1位となった。
中国語圏では、CMが違法なMADムービーなどの素材となったことで広まり、「1本満足（簡体字中国語: 一本满足）」というフレーズが「大変満足している」「これさえあればもう満足」などの意味で使われるようになった。